# Friedrich von Schorlemer-Alst

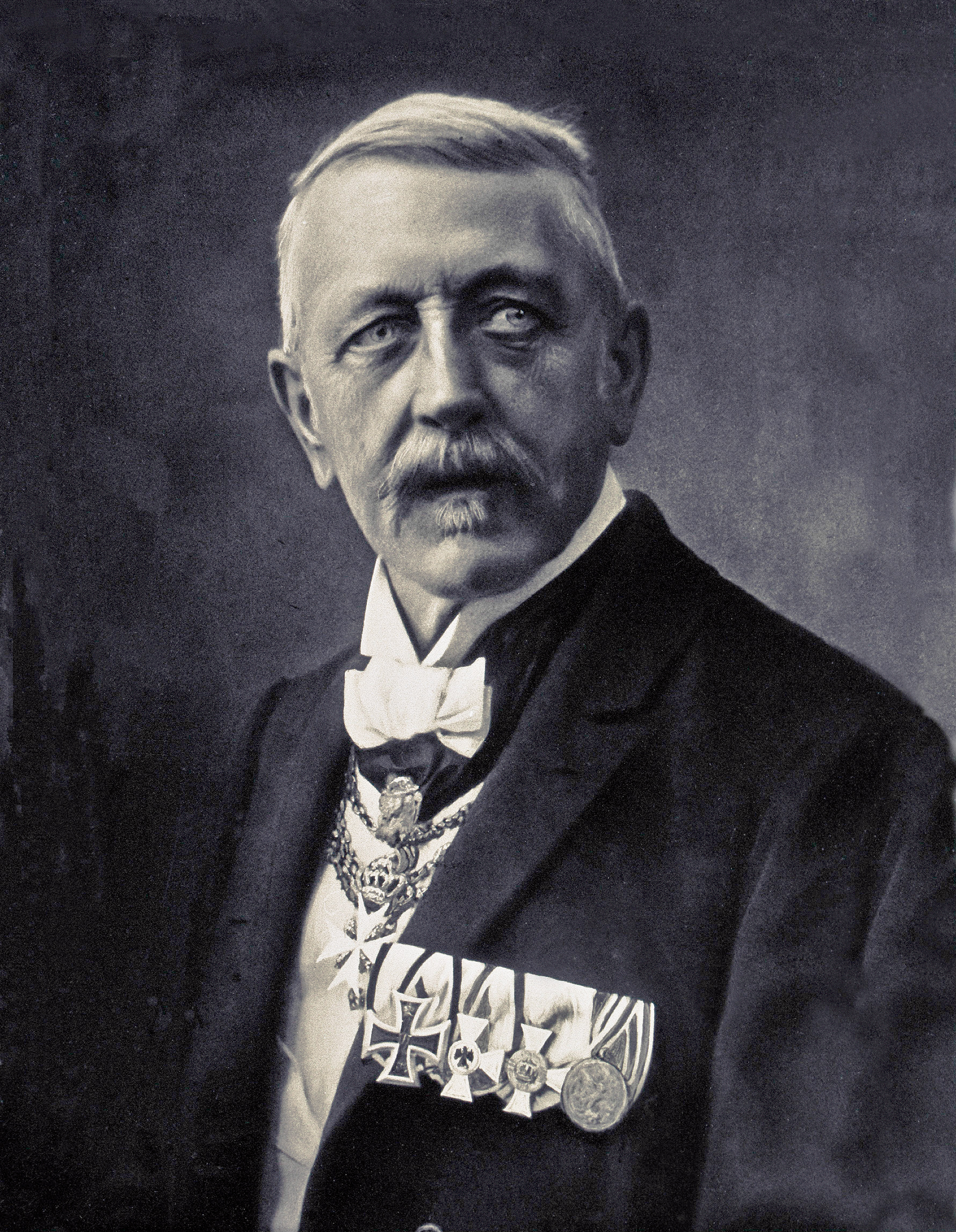
Landrat Landkreis Ahaus – Friedrich Freiherr von Schorlemer-Alst

Friedrich Antonius Aloysius Mamertus Hubertus Maria Freiherr von Schorlemer-Alst (* 11. März 1854 auf Haus Alst; † 23. Februar 1934 in Ahaus) war ein preußischer Landrat des Kreises Ahaus von 1896 bis 1920.

## Leben

### Herkunft und Familie
Friedrich von Schorlemer-Alst entstammte dem alten westfälischen Adelsgeschlecht Schorlemer, das bereits im 13. Jahrhundert urkundlich erwähnt wird und 1844 in den Freiherrnstand erhoben wurde. Seine Eltern waren Burghard von Schorlemer-Alst und Anna Freiin von Imbsen, verwitwete Gräfin Droste zu Vischering. Seine Großeltern waren Friedrich Wilhelm von Schorlemer und Josephine von Pelden gen. von Cloudt. Sein jüngerer Bruder Clemens war preußischer Landwirtschaftsminister. Sein Onkel Wilhelm war Landrat im Kreis Lippstadt. Dessen Sohn Ferdinand war Landrat des Kreises Warburg. Am 8. April 1880 heiratete er in Münster Wilhelmine von Hartmann, eine Tochter des Hugo von Hartmann, der 1881 das Gut Horst bei Ahaus erwarb. Aus der Ehe gingen keine Kinder hervor. Er kaufte das Gut Sonderhaus in Ahaus – hier lebte bisher Wilhelm Scheffer – und bezog es zusammen mit seiner Frau zum 1. Juli 1880.

### Beruflicher Werdegang
Bis zum 18. Lebensjahr erhielt Friedrich im elterlichen Haus Privatunterricht, besuchte zwei Jahre lang das Gymnasium Rheine und machte hier am 24. März 1874 das Abitur. Danach  studierte er zunächst an der Akademie Münster Philosophie und an den Universitäten Würzburg und Göttingen Jura. Im Juli 1878 legte er die Prüfung zum Gerichtsreferendar beim Appellationsgericht in Köln ab und erhielt Mitte September eine Anstellung am Kreisgericht Burgsteinfurt.
Am 19. März 1896 beschloss der  Kreistag Ahaus einstimmig, „den seitherigen commissarischen Landrath Herrn Rittergutsbesitzer Freiherrn von Schorlemer-Alst zur Ernennung als Landrat des Kreises Ahaus in Vorschlag zu bringen“. Am 8. Juni 1896 wurde er definitiv zum Landrat des Kreises Ahaus. Bevor er dieses Amt übernommen hatte, war er in der Verwaltung mehrerer großer Güter tätig. Seine landwirtschaftlichen Interessen verband er mit zahlreichen großen Auslandsreisen (u. a. Spanien, Italien, England, Frankreich, Österreich, Ungarn und Russland). Wegen Erreichens der Altersgrenze wurde von Schorlemer-Alst am 3. August 1920 aus dem Staatsdienst entlassen.
Friedrich von Schorlemer-Alst war Mitglied des westfälischen Provinziallandtags.

## Ehrungen und Auszeichnungen
- Roter Adlerorden IV. Klasse
- Kronenorden III. Klasse
- Charakterisierung als Geheimer Regierungsrat
- Eisernes Kreuz II. Klasse am weiß-schwarzen Band
- Malteser-Orden
- Ernennung zum päpstlichen Geheimkämmerer